# Zwerg-Kurzhorn-Krötenechse
Die Zwerg-Kurzhorn-Krötenechse (Phrynosoma douglasii) ist eine maximal 15 Zentimeter lange Art der Krötenechsen aus der Gattung Phrynosoma. Die früher als Unterart geführte Große Kurzhornkrötenechse (Phrynosoma hernandesi) wird ebenso wie Phrynosoma brevirostris heute als eigenständige Art betrachtet.

## Verbreitung
Die Echsen leben in felsigen und sandigen Trockengebieten oder lichten Wäldern in weiten Teilen der westlichen Vereinigten Staaten sowie in Nordmexiko im Bundesstaat Chihuahua. Im südlichen British Columbia in Kanada gilt die Art als wahrscheinlich ausgestorben.
In den Vereinigten Staaten reicht das Verbreitungsgebiet vom nördlichen Washington über Oregon, den Norden Kaliforniens, Idaho, Montana, Wyoming, den Westen von North Dakota, South Dakota und Nebraska, den Norden von Nevada sowie Utah, Colorado, Arizona, New Mexico bis in den Westen von Texas.

## Merkmale
Wie andere Phrynosoma-Arten auch besitzt die Zwerg-Kurzhorn-Krötenechse einen abgeflachten, breiten Körper und eine sehr kurze, stumpfe, breitmaulige Schnauze, womit sie an das Aussehen einer Kröte erinnert. Zudem sind der Schwanz und die Extremitäten relativ kurz. Die Tiere erreichen eine Gesamtlänge von sechs bis fünfzehn, durchschnittlich aber etwa sieben bis acht Zentimetern; dabei sind die Männchen deutlich kleiner als die Weibchen. Das Gewicht beträgt durchschnittlich etwa 20 Gramm bei den letzteren und zwölf Gramm bei den ersteren. Der gesamte Körper ist von Stacheln bedeckt, die auf dem Kopf wie kleine Hörner wirken. Die Färbung variiert zwischen grauen, gelblichen oder rotbraunen Farbtönen; auf dem Rücken befinden sich zwei Reihen dunkler Flecken. Häufig ist die am meisten vertretene Färbung dem Untergrund sehr ähnlich. Die Bauchseite ist weiß bis cremegelb.
Die nahe verwandte Große Kurzhornkrötenechse (Phrynosoma hernandesi), die in den Höhenlagen von Utah, Colorado, Arizona, New Mexico und Mexiko zu finden ist, ist weitestgehend rötlich gefärbt und besitzt deutliche horizontal liegende Stacheln an den Flanken. Im Vergleich zu der im gleichen Lebensraum vorkommenden Wüstenkrötenechse (Phrynosoma platyrhinos) sind diese, wie ihr deutscher Name bereits andeutet, recht klein. Auch der Schwanz wird von einer Reihe dornenbestückter Schuppen umstellt, die Schuppen der Kehle sind dagegen glatt.

## Lebensweise
Ihren kurzen Beinen entsprechend bewegen sich Kurzhorn-Krötenechsen nur recht langsam fort. Sie ernähren sich von Insekten, vor allem von Ameisen. Dabei können sie nur Tiere erkennen, die sich aktiv bewegen. Neben Insekten jagen sie auch Schnecken und manchmal sogar kleine Schlangen. Trotz dieser „Ausweichnahrung“ werden Krötenechsen als spezialisierte Ameisenfresser (Myrmekophage) betrachtet. Sie besitzen in Anpassung an die sehr chitinreiche Ameisenkost einen vergrößerten Magen.
Kurzhorn-Krötenechsen selbst werden von Kojoten, Füchsen, Falken, Raben, Schlangen und vor allem von größeren Eidechsenarten gejagt. Um sich gegen Feinde zu behaupten, tarnen und verstecken sich die Echsen, versuchen zu fliehen und im Extremfall auch anzugreifen. Dabei bietet der stachelreiche Körper und die Farbgebung sowie die sehr langsame Fortbewegung eine hervorragende Tarnung. Die Stacheln vermitteln außerdem ein größeres Erscheinungsbild und schrecken damit potentielle Fressfeinde ab. Um diesen Effekt noch zu verstärken, reißen die Tiere bei Attacken zusätzlich das Maul auf.
Die Hauptaktivität der Echsen findet am Tage statt, während sie sich nächtens eingraben. Die Kurzhorn-Krötenechse ist im Vergleich zu allen anderen Krötenechsen sehr kältetolerant, weshalb sie in Höhen bis 2700 Meter zu finden ist. Dies hängt vor allem mit der relativ geringen Größe und der dunklen Färbung der Tiere zusammen. Sie ermöglicht es, den Körper in der Sonne sehr schnell auf „Betriebstemperatur“ aufzuheizen. Die Tiere haben ihre maximale Aktivität zwischen 26 und 40 Grad Celsius Körpertemperatur, tödlich sind längere Zeiträume bei Temperaturen über 41 Grad. Um sich eingraben zu können, brauchen sie außerhalb des Winters allerdings wenigstens teilweise frostfreien Boden. Den Winter überstehen sie dadurch, dass sie sich etwa sieben bis zehn Zentimeter tief in den Boden eingraben und dort in eine Winterstarre fallen. Diese dauert abhängig von den Temperaturen vom späten September bis zum Anfang Mai, allerdings können sie bei entsprechenden Außentemperaturen auch noch im Oktober oder November aktiv werden und sich ausgraben.

## Fortpflanzung
Die Paarung erfolgt zwischen April und Juli, dazu suchen die Männchen aktiv nach einem Weibchen. Es kommt unter ihnen dabei relativ häufig zu Rivalenkämpfen um eine ausgewählte Partnerin. Während der Schwangerschaft kann das Weibchen sein Gewicht verdoppeln, jedes der Jungtiere wiegt kurz vor der Geburt etwa ein Gramm. Sie werden zwischen Juli und August lebend geboren (Ovoviviparie), ein Wurf besteht aus sechs bis dreißig Individuen. Von der Mutter wird zuvor ein Nest aus Pflanzenmaterial gebaut, in das sie die Neugeborenen legt.
Innerhalb weniger Stunden können sich die etwa 22 Millimeter langen Jungtiere selbst versorgen, die typischen Stacheln und Hörner wachsen jedoch erst sehr viel später. Ihre Mortalität, besonders durch Fressfeinde, ist sehr hoch, weshalb von den relativ vielen Tieren nur wenige überleben. Demgegenüber ist die Überlebensquote der erwachsenen Tiere sehr hoch. Ausgewachsen sind die Männchen nach etwa einem Jahr, die Weibchen nach zwei Jahren, beide haben eine Lebensdauer von etwa fünf Jahren.

## Systematik

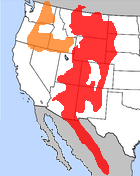
Verbreitung der Kurzhorn-Krötenechsen in den USA (orange: P. douglasii, rot: P. hernandesi)

Die Zwerg-Kurzhorn-Krötenechse wurde 1828 von dem amerikanischen Zoologen Thomas Bell wissenschaftlich beschrieben und von ihm der Gattung Agama und damit den Agamen zugeordnet. Er benannte sie als Agama douglassii nach dem Herpetologen David Douglass, der im frühen 19. Jahrhundert im Bereich des Columbia River tätig war und ihm die Typus-Exemplare übergeben hatte. Die Gattung Phrynosoma, lateinisch für „Krötenkörper“ und bezogen auf die krötenähnliche Gestalt, wurde ebenfalls bereits 1828 von Wiegmann vorgeschlagen.
Gemeinhin wurde die Kurzhorn-Krötenechse als eine Art der Krötenechsen angesehen, Untersuchungen aus dem Jahr 1997 führten jedoch zu der Erkenntnis, dass es sich bei ihr um ein Sammeltaxon aus zwei getrennten Arten handeln könnte. Benannt wurden diese als:
- Zwergkurzhorn-Krötenechse (Phrynosoma douglasii) (Bell 1829) bzw.
- Große Kurzhornkrötenechse (Phrynosoma hernandesi) (Girard 1858), auch Bergkurzhornkrötenechse genannt.

Letzteres ist die als neue Art angesehene ehemalige Unterart Phrynosoma douglasii hernandesi. Diese „neue“ Art Phrynosoma hernandesi, erstmals 1858 von Charles Frédéric Girard benannt und später als Synonym zu P. douglasii angesehen, ist benannt nach Francisco Hernandez, einem spanischen Mediziner und Botaniker. Die bis dahin als Unterarten von Phrynosoma douglasii angesehenen Taxa P. d. ornatum, and P. d. ornatissimumals wurden als Synonyme zu Phrynosoma hernandesi charakterisiert. Zudem wurde die ehemalige Unterart P. d. brevirostre ebenfalls als eigenständige Art Phrynosoma brevirostris bestätigt. Die Zwergkurzhorn-Krötenechse kommt demnach nur im Bereich des Columbia River vor.
Geht man von dem konservativen Standpunkt aus, dass es sich bei der Kurzhorn-Krötenechse noch um eine Art handelt, so steht ihr innerhalb der Krötenechsen wahrscheinlich die Mexikanische Kurzhorn-Krötenechse (Phrynosoma orbiculare) verwandtschaftlich am nächsten. Dies wurde von Reeder & Montanucci 2001 auf der Basis von anatomischen und molekularen Merkmalen bestätigt:
| N.N. | \| \| Mexikanische Kurzhorn-Krötenechse (P. orbiculare) \| \| \| \| \| \| Kurzhorn-Krötenechse (P. douglasii) \| \| \| \| |
|      | \| \| Mexikanische Kurzhorn-Krötenechse (P. orbiculare) \| \| \| \| \| \| Kurzhorn-Krötenechse (P. douglasii) \| \| \| \| |
|      | weitere Arten |
|      | |
|      | Mexikanische Kurzhorn-Krötenechse (P. orbiculare)                                                                         |
|      | |
|      | Kurzhorn-Krötenechse (P. douglasii)                                                                                       |
|      | |

|  | Mexikanische Kurzhorn-Krötenechse (P. orbiculare) |
|  |                                                   |
|  | Kurzhorn-Krötenechse (P. douglasii)               |
|  |                                                   |

| N.N. | \| \| Mexikanische Kurzhorn-Krötenechse (P. orbiculare) \| \| \| \| \| \| Kurzhorn-Krötenechse (P. douglasii) \| \| \| \| |
|      | \| \| Mexikanische Kurzhorn-Krötenechse (P. orbiculare) \| \| \| \| \| \| Kurzhorn-Krötenechse (P. douglasii) \| \| \| \| |
|      | weitere Arten |
|      | |
|      | Mexikanische Kurzhorn-Krötenechse (P. orbiculare)                                                                         |
|      | |
|      | Kurzhorn-Krötenechse (P. douglasii)                                                                                       |
|      | |

|  | Mexikanische Kurzhorn-Krötenechse (P. orbiculare) |
|  |                                                   |
|  | Kurzhorn-Krötenechse (P. douglasii)               |
|  |                                                   |

Nach Montanucci 1987 bildet sie gemeinsam mit der Felsenkrötenechse (Phrynosoma ditmarsi) und der Mexikanischen Kurzhorn-Krötenechse  (Phrynosoma orbiculare) ein Monophylum. Nach Zamudio u. a. 1997 hingegen, der eine Aufspaltung der Art befürwortet, ist die Schwesterart der Zwergkurzhorn-Krötenechse die Felsenkrötenechse (Phrynosoma ditmarsi), so dass die Vertreter der Kurzhorn-Krötenechsen selber keine natürliche Gruppe mehr bilden – dies wird dementsprechend als Argument für die Aufspaltung in zwei Arten herangezogen.
|      | Kurzhorn-Krötenechse (P. douglasii)                                                                              |
|      | |
| N.N. | \| \| Kurzhorn-Krötenechse (P. hernandesi) \| \| \| \| \| \| Felsenkrötenechse (Phrynosoma ditmarsi) \| \| \| \| |
|      | \| \| Kurzhorn-Krötenechse (P. hernandesi) \| \| \| \| \| \| Felsenkrötenechse (Phrynosoma ditmarsi) \| \| \| \| |
|      | Kurzhorn-Krötenechse (P. hernandesi)                                                                             |
|      | |
|      | Felsenkrötenechse (Phrynosoma ditmarsi)                                                                          |
|      | |

|  | Kurzhorn-Krötenechse (P. hernandesi)    |
|  |                                         |
|  | Felsenkrötenechse (Phrynosoma ditmarsi) |
|  |                                         |

|      | Kurzhorn-Krötenechse (P. douglasii)                                                                              |
|      | |
| N.N. | \| \| Kurzhorn-Krötenechse (P. hernandesi) \| \| \| \| \| \| Felsenkrötenechse (Phrynosoma ditmarsi) \| \| \| \| |
|      | \| \| Kurzhorn-Krötenechse (P. hernandesi) \| \| \| \| \| \| Felsenkrötenechse (Phrynosoma ditmarsi) \| \| \| \| |
|      | Kurzhorn-Krötenechse (P. hernandesi)                                                                             |
|      | |
|      | Felsenkrötenechse (Phrynosoma ditmarsi)                                                                          |
|      | |

|  | Kurzhorn-Krötenechse (P. hernandesi)    |
|  |                                         |
|  | Felsenkrötenechse (Phrynosoma ditmarsi) |
|  |                                         |

|      | Kurzhorn-Krötenechse (P. douglasii)                                                                              |
|      | |
| N.N. | \| \| Kurzhorn-Krötenechse (P. hernandesi) \| \| \| \| \| \| Felsenkrötenechse (Phrynosoma ditmarsi) \| \| \| \| |
|      | \| \| Kurzhorn-Krötenechse (P. hernandesi) \| \| \| \| \| \| Felsenkrötenechse (Phrynosoma ditmarsi) \| \| \| \| |
|      | Kurzhorn-Krötenechse (P. hernandesi)                                                                             |
|      | |
|      | Felsenkrötenechse (Phrynosoma ditmarsi)                                                                          |
|      | |

|  | Kurzhorn-Krötenechse (P. hernandesi)    |
|  |                                         |
|  | Felsenkrötenechse (Phrynosoma ditmarsi) |
|  |                                         |

|      | Kurzhorn-Krötenechse (P. douglasii)                                                                              |
|      | |
| N.N. | \| \| Kurzhorn-Krötenechse (P. hernandesi) \| \| \| \| \| \| Felsenkrötenechse (Phrynosoma ditmarsi) \| \| \| \| |
|      | \| \| Kurzhorn-Krötenechse (P. hernandesi) \| \| \| \| \| \| Felsenkrötenechse (Phrynosoma ditmarsi) \| \| \| \| |
|      | Kurzhorn-Krötenechse (P. hernandesi)                                                                             |
|      | |
|      | Felsenkrötenechse (Phrynosoma ditmarsi)                                                                          |
|      | |

|  | Kurzhorn-Krötenechse (P. hernandesi)    |
|  |                                         |
|  | Felsenkrötenechse (Phrynosoma ditmarsi) |
|  |                                         |

## Bedrohung und Schutz

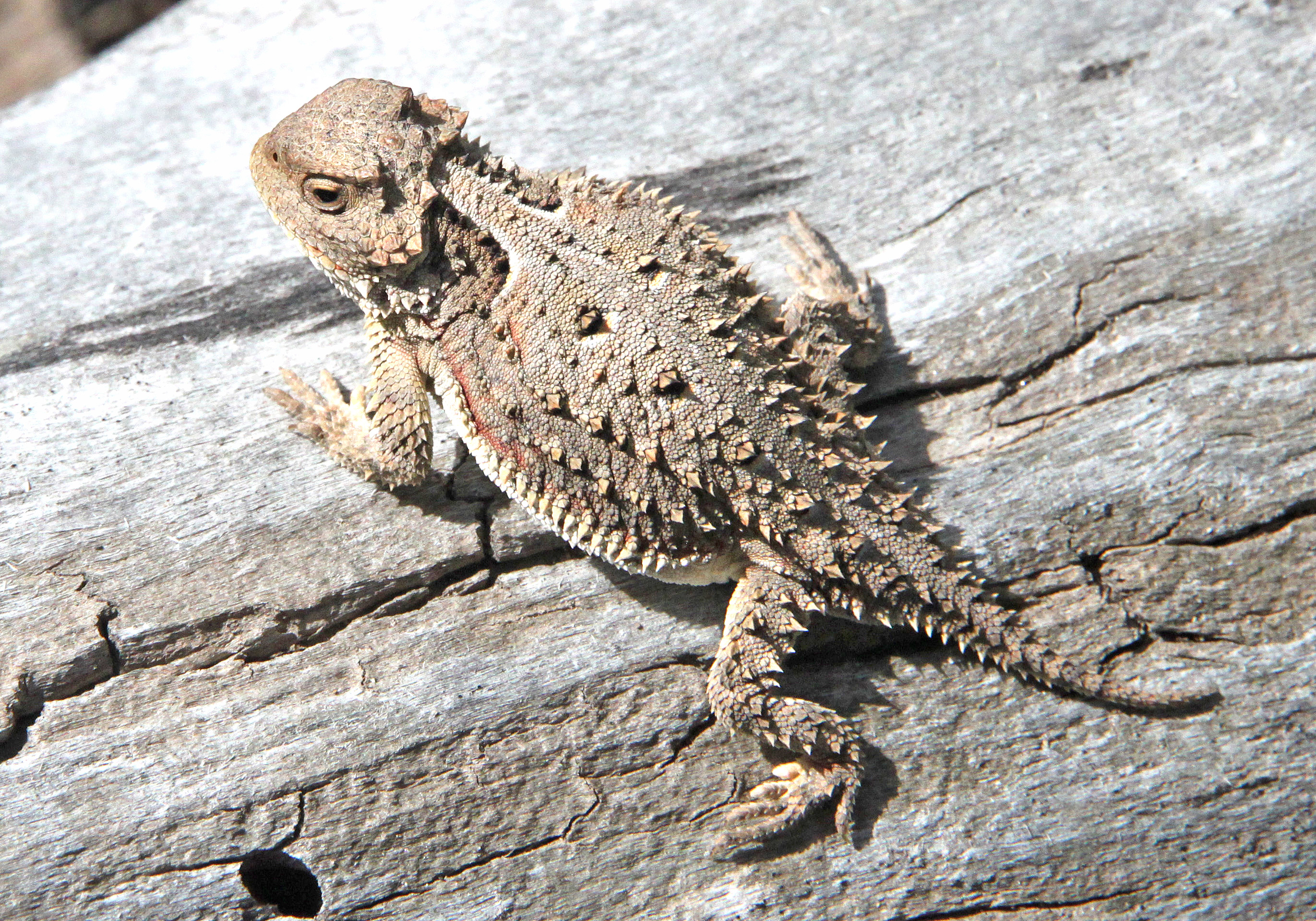
Kurzhorn-Krötenechse

Die Populationen und Bestandszahlen der Krötenechsen sind rückläufig, vor allem durch den Verlust ihres Lebensraumes sowie durch Wildfänge für den Terraristikbereich. Aus diesem Grunde wurde der Handel mit verschiedenen Auflagen belastet, die Sammlung von frei lebenden Tieren ist außerhalb der Nationalparks in einigen Bundesstaaten verboten oder gesetzlich eingeschränkt, zuerst in Texas im Jahr 1967. Die Krötenechsen sind extrem gut an ihren Lebensraum angepasst, entsprechend empfindlich reagieren sie auf Veränderungen in ihrer Umgebung. Außerhalb ihres Habitats sterben die Tiere häufig sehr schnell. Vor der Unterschutzstellung der Tiere wurden jährlich hunderttausende von Krötenechsen tot oder lebendig von Touristen und Händlern exportiert. Vor allem in Nevada und in Mexiko ist der Handel und der Fang noch heute erlaubt.
Der Lebensraumverlust hängt meist direkt mit der Besiedlung der Lebensräume mit Menschen zusammen. Durch angepflanzte Rasenflächen und Weiden wird es für die Krötenechsen schwer, sich zu tarnen oder zu vergraben, hinzu kommt ein höherer Fraßdruck durch die Haustiere der Siedler, insbesondere Hunde und Katzen.
Eine weitere Gefahr für die Tiere ist die eingeschleppte Rote Feuerameise (Solenopsis invicta), welche alle Kleintiere in ihrem Lebensraum attackiert und aufgrund der großen Individuenzahl auch töten kann. Da sich die Krötenechsen vor allem von Ameisen ernähren, sind sie der Bedrohung durch die wehrhaften Neozoen direkt ausgesetzt.

## Terraristik
Alle Krötenechsen stellen aufgrund ihres Aussehens in Nordamerika und Westeuropa beliebte Terrarientiere dar, wobei die Kurzhornkrötenechse dabei allerdings weniger häufig als andere Arten gehalten wird. Die Haltung und Zucht der Tiere ist allerdings sehr schwierig. Obwohl mittlerweile bei fast allen Krötenechsenarten Zuchten möglich sind, sind diese doch recht aufwendig. Der Großteil der im Handel erhältlichen Krötenechsen besteht entsprechend aus Wildfängen. Mit Ausnahme der Texas-Krötenechse, für die nach der EU-Artenschutzverordnung der Besitz durch CITES-Papiere legitimiert sein muss, gibt es in Europa allerdings keine Haltungsbeschränkungen für die Phrynosoma-Arten.
Als Anfängertiere eignen sich die Krötenechsen nicht. Bei der Ausstattung des Terrariums muss auf die besonderen Ansprüche der Tiere Rücksicht genommen werden. So brauchen die Tiere tagsüber Temperaturen von etwa 30 Grad Celsius, eine Bodenbedeckung aus Sand und Erde, in die sich die Tiere eingraben können, einen Besonnungsplatz mit installiertem Strahler sowie eine Kost, die zu einem hohen Anteil aus Ameisen besteht.

## Belege
1. 1 2 3  Phrynosoma douglasii In: The Reptile Database; abgerufen am 25. Oktober 2023.
2. 1 2  Richard R. Montanucci: A taxonomic revision of the Phrynosoma douglasii species complex (Squamata: Phrynosomatidae). Zootaxa  4015 (1), 2015; S. 3–177. doi:10.11646/zootaxa.4015.1.1.
3. ↑  Bell verwendete im Titel und Text seiner Arbeit die Schreibung Agama Douglassii, d. h. mit zwei s. In der Legende zu den Abbildungen schrieb er den Artnamen Douglasii, mit nur einem s. In einer Revision legten Hammerson und Smith (G.A. Hammerson & H.M. Smith (1991): The correct spelling of the name for the short-horned lizards of North America. Bulletin of the Maryland Herpetological Society 27: 121–127.) die Schreibung mit nur einem s als korrekt fest. Dies ist seither der gültige Name.
4. ↑  Thomas Bell: Description of a new species of Agama, brought from the Columbia River by Mr. Douglass. Trans. Linn. Soc. London 16, 1829; S. 105–107 (Digitalisat).
5. 1 2  Kelly R. Zamudio, K. Bruce Jones, Ryk H. Ward: Molecular systematics of short-horned lizards. Biogeography and taxonomy of a widespread species complex. In: Systematic Biology. Bd. 46, Nr. 2, 1997, S. 284–305, doi:10.1093/sysbio/46.2.284.
6. ↑  Phrynosoma hernandesi In: The Reptile Database; abgerufen am 25. Oktober 2023.
7. ↑  Phrynosoma brevirostris In: The Reptile Database; abgerufen am 25. Oktober 2023.
8. ↑  Richard R. Montanucci: A phylogenetic study of the horned lizards, genus Phrynosoma, based on skeletal and external morphology (= Contributions in Science. Nr. 390, ISSN 0459-8113). Natural History Museum of Los Angeles County, Los Angeles CA 1987, Digitalisat (PDF; 4,8 MB).